# Eder Luís de Carvalho
Eder Luís de Carvalho (Araçatuba, 14 maggio 1984) è un ex calciatore brasiliano, di ruolo difensore.